# SN 2012ai
SN 2012ai – supernowa typu II, odkryta 20 lutego 2012 roku w galaktyce NGC 2755. W momencie odkrycia miała maksymalną jasność 18,3m.